# Mattoni NBL 2000/2001
Národní basketbalová liga 2000/2001 byla nejvyšší mužskou ligovou basketbalovou soutěží v České republice v ročníku 2000/2001. Od ročníku ligy 1998/1999 byla nazvána jménem generálního partnera - Mattoni Národní basketbalová liga (ve zkratce Mattoni NBL).
Konečné pořadí ligy:
1. USK ERPET Praha (mistr České republiky 2000/2001) - 2. BK Opava- 3. MLÉKÁRNA Kunín - 4. BVV Brno - 5. BC Sparta Praha - 6. BK SČE Děčín - 7. BK NH Ostrava - 8. TRIGA EPPJN Brno - 9. BK SČP Ústí nad Labem - 10.	BKGA Nymburk - 11. OSTACOLOR BK Pardubice	(sestup do kvalifikace) - 12.	BC Slavia Kroměříž (sestup do 2. ligy mužů)

## Systém soutěže
V první části soutěže (září - prosinec 2000) všech 12 družstev dvoukolově každý s každým (zápasy doma - venku) odehrálo 22 zápasů.
Ve druhé části soutěže (leden - březen 2001) se započítáním výsledků 1. části byla družstva rozdělena do skupiny A1 (o 1. až 6. místo) a do skupiny A2 (o 7. až 12. místo), družstva hrála ve skupině dvoukolově každý s každým (každé družstvo 10 utkání).
V Play-off hrálo 6 týmů ze skupiny A1 a dva nejlepší ze skupiny A2. Hrálo se na 3 vítězné zápasy.
Play-out hrála družstva na 9.-12. místě skupiny A2 dvoukolově každý s každým. Poražená družstva z 1. kola play-off vytvořila skupinu o 9. až 12. místo, každé z nich odehrálo 6 zápasů a poslední družstvo sestoupilo do 2. ligy a předposlední do kvalifikace.

## Výsledky

### Tabulka po první části soutěže
| Poř. | Tým                         | Z  | V  | P  | Skóre     | Body |
| ---- | --------------------------- | -- | -- | -- | --------- | ---- |
| 1.   | USK Erpet Praha             | 22 | 21 | 1  | 1843:1546 | 43   |
| 2.   | BK Opava                    | 22 | 18 | 4  | 2034:1713 | 40   |
| 3.   | Mlékárna Kunín              | 22 | 17 | 5  | 1898:1701 | 39   |
| 4.   | BC Sparta Praha             | 22 | 12 | 10 | 1680:1666 | 34   |
| 5.   | BC BVV Brno                 | 22 | 11 | 11 | 1883:1813 | 33   |
| 6.   | BK SČE Děčín                | 22 | 10 | 12 | 1814:1873 | 32   |
| 7.   | Triga Eprin Houseři Brno    | 22 | 9  | 13 | 1760:1882 | 31   |
| 8.   | BK SČP Ústí nad Labem       | 22 | 9  | 13 | 1872:1926 | 31   |
| 9.   | Ostacolor BHC SKP Pardubice | 22 | 8  | 14 | 1720:1851 | 30   |
| 10.  | BK NH Ostrava               | 22 | 8  | 14 | 1770:1834 | 30   |
| 11.  | BK GA Nymburk               | 22 | 6  | 16 | 1739:1882 | 28   |
| 12.  | BK Slavia Kroměříž          | 22 | 3  | 19 | 1699:2015 | 25   |

### Tabulka druhé části soutěže, skupina A1
| Poř. | Tým             | Z  | V  | P  | Skóre     | Body |
| ---- | --------------- | -- | -- | -- | --------- | ---- |
| 1.   | USK Erpet Praha | 32 | 26 | 6  | 2647:2312 | 58   |
| 2.   | BK Opava        | 32 | 26 | 6  | 2868:2475 | 58   |
| 3.   | Mlékárna Kunín  | 32 | 23 | 9  | 2757:2575 | 55   |
| 4.   | BC Sparta Praha | 32 | 17 | 15 | 2462:2487 | 49   |
| 5.   | BC BVV Brno     | 32 | 15 | 17 | 2725:2649 | 47   |
| 6.   | BK SČE Děčín    | 32 | 12 | 20 | 2598:2719 | 44   |

### Tabulka druhé části soutěže, skupina A2
| Poř. | Tým                         | Z  | V  | P  | Skóre     | Body |
| ---- | --------------------------- | -- | -- | -- | --------- | ---- |
| 7.   | BK NH Ostrava               | 32 | 16 | 16 | 2592:2632 | 48   |
| 8.   | Triga Eprin Houseři Brno    | 32 | 15 | 17 | 2604:2685 | 47   |
| 9.   | BK SČP Ústí nad Labem       | 32 | 14 | 18 | 2754:2788 | 46   |
| 10.  | BK GA Nymburk               | 32 | 13 | 19 | 2642:2719 | 45   |
| 11.  | Ostacolor BHC SKP Pardubice | 32 | 11 | 21 | 2481:2662 | 43   |
| 12.  | BK Slavia Kroměříž          | 32 | 4  | 28 | 2458:2885 | 36   |

### Konečná tabulka skupina o 9. - 12. místo
| Poř. | Tým                         | Z  | V  | P  | Skóre     | Body |
| ---- | --------------------------- | -- | -- | -- | --------- | ---- |
| 9.   | BK SČP Ústí nad Labem       | 38 | 21 | 17 | 3319:3246 | 59   |
| 10.  | BK GA Nymburk               | 38 | 16 | 22 | 3165:3216 | 54   |
| 11.  | Ostacolor BHC SKP Pardubice | 38 | 14 | 24 | 2947:3176 | 52   |
| 12.  | BK Slavia Kroměříž          | 38 | 4  | 34 | 2924:3423 | 42   |

## Play-off
Hrálo se na tři vítězná utkání. 

### čtvrtfinále
- (1.) USK Erpet Praha - (8.) Triga Eprin Houseři Brno 3:0 (87:73 87:58 103:79)
- (2.) BK Opava - (7.) BK NH Ostrava 3:0 (92:85 104:79 112:88)
- (3.) Mlékárna Kunín - (6.) BK SČE Děčín 3:0 (83:81 80:60 92:56)
- (5.) BC BVV Brno - (4.) BC Sparta Praha 3:1 (93:82 73:61 90:69 66:77)

### semifinále
- BK Opava - Mlékárna Kunín 3:1 (92:87 83:85 87:75 101:97)
- USK Erpet Praha - BC BVV Brno 3:1 (100:97 94:97 91:70 79:61)

### zápas o 3. místo
- Mlékárna Kunín - BC BVV Brno -  3:2 (95:82 87:95 80:112 94:80 98:79)

### Finále
- USK Erpet Praha - BK Opava 4:3 (84:76 74:57 89:84 81:93 71:77 69:84 90:64)